# Rafael de Mendizábal Allende
Rafael de Mendizábal Allende (Jaén, 1927 - 10 de març de 2023) fou un jurista espanyol. Va ser president de Sala del Tribunal Suprem d'Espanya i magistrat del Tribunal Constitucional d'Espanya des de juliol de 1992, a proposta del Congrés dels Diputats.
De l'octubre de 2015 fins que es va morir el 2023, va presidir la Comissió d'Arbitratge Queixes i Deontologia del Periodisme.